# Rimbachia
Rimbachia Pat. (bezblaszka) – rodzaj należący do rzędu pieczarkowców (Agaricales).

## Charakterystyka
Grzyby cyfelloidalne pasożytujące na mchach. Owocniki kubkowate lub krążkowate, białe i wiszące. hymenofor gładki do prymitywnie blaszkowatego z niskimi listewkami. Strzępki ze sprzążkami, bazydiospory gładkie i nieamyloidalne.
Rimbachia wyróżnia się białymi, drobno filcowyatymi owocnikami i pasożytnictwem na mchach.

## Systematyka i nazewnictwo
Pozycja w klasyfikacji według Index Fungorum: Incertae sedis, Agaricales, Agaricomycetidae, Agaricomycetes, Agaricomycotina, Basidiomycota, Fungi.
Polską nazwę nadał Władysław Wojewoda w 2003 r. W polskim piśmiennictwie mykologicznym należące do tego rodzaju gatunki opisywane były także jako pieprznik. Synonimy nazwy naukowej: Mniopetalum Donk & Singer, in Donk, Pleuromycenula Singer.
Gatunki występujące w Polsce:
- Rimbachia arachnoidea (Peck) Redhead 1984 – bezblaszka kulistozarodnikowa
- Rimbachia bryophila (Pers.) Redhead 1984 – bezblaszka mchowa

Nazwy naukowe na podstawie Index Fungorum. Wykaz gatunków i nazwy polskie według Władysława Wojewody.